# Hidas
Hidas (németül: Hidasch) község Baranya vármegyében, a Pécsváradi járásban, Bonyhád és Mecseknádasd között.

## Fekvése
Baranya vármegye északkeleti szélén helyezkedik el, északi szomszédja, Bonyhád város már Tolna vármegyében található.
Legfontosabb közúti megközelítési útvonala a 6-os főút, amely a belterülete közelében halad el; főutcája a főút régi nyomvonala, mely ma már alsóbbrendű útként az 5605-ös útszámozást viseli. Külterületeit érinti a főúttól Szászváron át Kaposszekcsőig vezető 6534-es út, sőt északi határszélén Majos főutcája, a 6529-es út is.
A hazai vasútvonalak közül a települést a MÁV 50-es számú Dombóvár–Bátaszék-vasútvonala érinti, közös állomása van Bonyháddal, Hidas-Bonyhád vasútállomás néven. Az állomás Nagymányok megállóhely és Cikó megállóhely között található, közúti megközelítését a 6-os főút és a 6534-es út kereszteződésében, az ellenkező irányban kiágazó 65 362-es számú mellékút biztosítja.

## Nevének eredete
A település nevét a település melletti Völgységi-patakon átívelő hídjáról kapta.

## Története
Hidas és környéke már a csiszolt kőkorszakban lakott volt. Később kelták, majd rómaiak éltek itt. A honfoglalás után pedig Ete telepedett le itt.
A település nevét az 1333–1335 évi pápai tizedlajstrom említette először Hydus néven. A 14. század végén a pécsi püspök volt Hidas birtokosa.
1541-ben a falu török megszállás alá került, lakosai ekkor a közeli erdőkben kerestek menedéket. Az 1551. évi török adóösszeíráskor csupán öt házat írtak össze a faluban, tiszta magyar lakosokkal. 1564-ben a település birtokosa a pécsi püspök volt.
1686 októberében szabadult fel a török megszállás alól Baranya és Tolna vármegye, s egyúttal Hidas is. 1695-ben, kilenc évvel később az összeíráskor a faluban még mindig csak négy magyar családot találtak.
A törökök kiűzése után a megfogyatkozott magyar lakosság közé ortodox vallású szerbek telepedtek le, a Ráchidas nevű részen, majd a 18. század első éveiben katolikus délszlávok is megtelepedtek itt, de az évszázad végén el is hagyták a falut. 1720 és 1750 között helyükre Württembergből, Hessenből és Elzász-Lotaringiából származó németek települtek ide. A három nemzetség a falu három külön részén élt.
A második világháború után, több más környékbeli településhez hasonlóan a német nemzetiségű lakosokat itt is pár nap leforgása alatt, erőszakkal kitelepítették és helyükre református vallású bukovinai székelyeket telepítettek. Az aktus főszervezője a ma is ellentmondásos megítélésű Bodor György székely származású jogász, önjelölt kormánybiztos volt.

## Közélete

### Polgármesterei
- 1990–1994: Vajda Péterné (független)[4]
- 1994–1998: Vajda Péterné (független)[5]
- 1998–2002: Vajda Péterné (független)[6]
- 2002–2006: Vajda Péterné (független)[7]
- 2006–2010: Dr. Szelle Tibor (független)[8]
- 2010–2014: Berg Csaba (független)[9]
- 2014–2019: Berg Csaba (független)[10]
- 2019–2024: Berg Csaba (független)[11]
- 2024– : Berg Csaba (független)[1]

## Népesség
A település népességének változása:
| Lakosok száma | 2092 | 2065 | 2046 | 2035 | 1990 | 1920 | 1834 | 1827 |
|               | 2013 | 2014 | 2015 | 2019 | 2021 | 2022 | 2023 | 2024 |

2001-ben lakosságának 7,2%-a németnek vallotta magát, 2,8%-a cigánynak.
A 2011-es népszámlálás során a lakosok 83,2%-a magyarnak, 3,7% cigánynak, 7,6% németnek mondta magát (16,8% nem nyilatkozott; a kettős identitások miatt a végösszeg nagyobb lehet 100%-nál). A vallási megoszlás a következő volt: római katolikus 34,8%, református 22%, evangélikus 5,2%, görögkatolikus 0,1%, felekezeten kívüli 4,7% (30,8% nem nyilatkozott).
2022-ben a lakosság 91,7%-a vallotta magát magyarnak, 6,3% németnek, 3,5% cigánynak, 0,2% románnak, 0,1-0,1% szerbnek, horvátnak, lengyelnek és szlováknak, 2,1% egyéb, nem hazai nemzetiségűnek (8% nem nyilatkozott; a kettős identitások miatt a végösszeg nagyobb lehet 100%-nál). Vallásuk szerint 29% volt római katolikus, 18,8% református, 4,3% evangélikus, 0,3% görög katolikus, 1,6% egyéb keresztény, 1% egyéb katolikus, 6,8% felekezeten kívüli (37,9% nem válaszolt).

## Nevezetességei

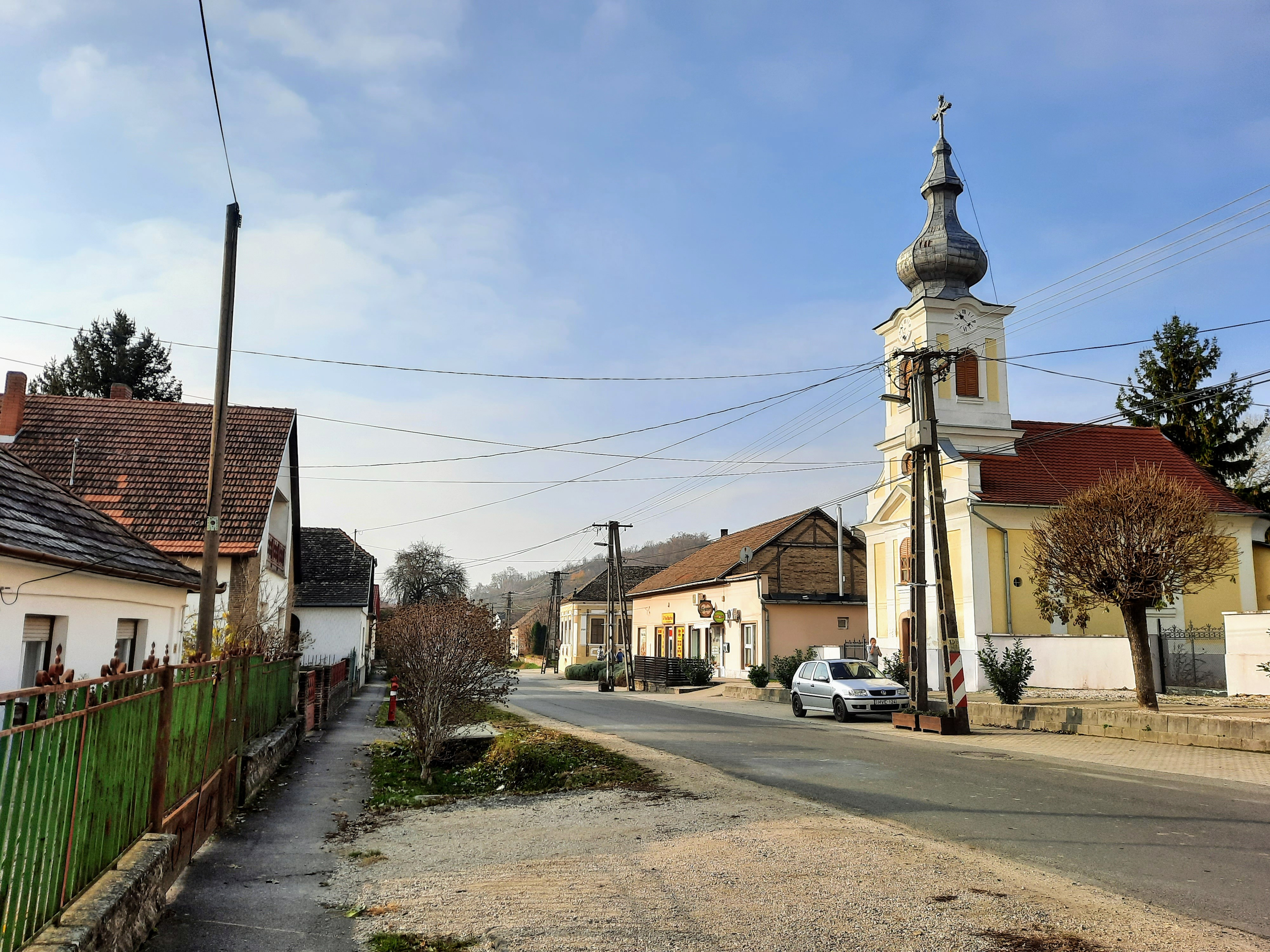
Kossuth utca, katolikus templom

- Kajdacsy-kastély, más néven Kardoss-kastély (1820 körül, klasszicista)
- Katolikus templom (1784, copf)
- Evangélikus templom (1793, késő barokk)
- Tájház
- Református templom (2008)

## Ismert személyek
- Itt született és itteni birtokán is halt meg vaszkai és kardosfalvai, illetve kardosvaszkai Kardos Kálmán (névváltozata Kardoss, Hidas, 1839. június 5. – Hidas, 1916. június 1.) ügyvéd, főispán, országgyűlési képviselő.
- Itt élt 1945-től haláláig Adorján Imre (1884–1971) csíki földbirtokos, erdélyi közéleti szereplő, lapszerkesztő, magyarországi országgyűlési képviselő.